# Anti-Hero (cançó de Taylor Swift)
Anti-Hero (lit. ‘Antiheroi’) és una cançó de la cantant i compositora estatunidenca Taylor Swift i el senzill principal del seu desé àlbum d'estudi, Midnights. Escrita i produïda per Swift i Jack Antonoff, és una cançó de pop-rock i synthpop impulsada per bateria en bucle i sintetitzadors retro. La seua lletra parla de l'autoodi, la depressió i l'ansietat. Es va publicar per a descàrrega digital el 21 d'octubre de 2022.
La cançó es va inspirar en els malsons de Swift i els seus problemes amb la despersonalització i l'autoodi, criticant les seues mancances i les pressions socials. Els crítics musicals van aclamar la cançó pel seu lirisme directe, el seu ritme enganxós, la instrumentació basada en sintetitzadors i els tons vocals, i Billboard la va classificar com la millor cançó de Midnights. El 21 d'octubre també es va estrenar un vídeo musical que acompanya la cançó, escrit i dirigit per Swift. Representa les pors, les inseguretats i el seu trastorn alimentari, utilitzant tres encarnacions diferents d'ella. El vídeo també representa un dels seus malsons sobre el seu llegat i la seua última voluntat, amb Mike Birbiglia, John Early i Mary Elizabeth Ellis com a la seua futura família.
"Anti-Hero" va batre els rècords mundials de reproduccions en el del dia d'obertura d'una cançó en la història de Spotify. Va arribar al top 10 de les llistes oficials de 35 territoris, aconseguint el número u a Austràlia, Canadà, Indonèsia, Irlanda, Israel, Malàisia, Nova Zelanda, Filipines, Portugal, Singapur, el Regne Unit, així com els Estats Units, on va marcar el nové senzill número u de Swift al Billboard Hot 100 i la va convertir en l'única solista que mai ha tingut cinc cançons al cim de la llista. Finalment, "Anti-Hero" també va encapçalar el Billboard Global 200.

## Composició
El 28 d'agost de 2022, Taylor Swift va anunciar el seu desé àlbum d'estudi, Midnights, que es va publicar el 21 d'octubre de 2022. en un vídeo publicat al compte d'Instagram de Swift, titulat "The making of Midnights", el 16 de setembre de 2022, Jack Antonoff, col·laborador seu amb qui havia treballat des del seu cinqué àlbum d'estudi 1989 (2014), va ser confirmat com a productor a Midnights. A partir del 21 de setembre de 2022, Swift va començar a presentar la llista de cançons en un ordre aleatori a través d'una sèrie de vídeos breus a TikTok, anomenada Midnights Mayhem with Me. Constava de 13 episodis, amb una cançó revelada a cada episodi. En el sisè episodi del 3 d'octubre de 2022, Swift va anunciar el títol de la tercera cançó com "Anti-Hero".
Swift va publicar un vídeo a Instagram dient que "Anti-Hero" és una de les cançons preferides que ha escrit mai. Va dir que la cançó examina en profunditat les seues inseguretats mentals, detallant les coses que odia d'ella mateixa i la seua lluita per "no sentir-se una persona".
| «        | No crec que haja aprofundit tan lluny en les meues inseguretats amb aquest detall abans. Lluite molt amb la idea que la meua vida ha adquirit una mida incontrolable i, per no semblar massa fosc, lluite amb la idea de no sentir-me una persona. […] Aquesta cançó realment és una autèntica visita guiada per totes les coses que acostume a odiar de mi mateixa. Tots odiem les coses de nosaltres mateixos. Són tots aquells aspectes de les coses que no ens agraden i ens agraden de nosaltres mateixos els que hem d'acceptar si volem ser aquesta persona. Per tant, sí, m'agrada molt "Anti-Hero" perquè crec que és molt honesta. | » |
| — Swift, | |   |

"Anti-Hero" és una cançó de pop-rock i synth pop amb influències del rock dels anys 80. Està impulsada per un bucle de bateria metòdic i sintetitzadors "a foc lent". La lletra veu a una Swift autocrítica, anomenant-se "el problema" i expressant les seues inseguretats, ansietat i depressió. Melòdicament, la lletra dels versos és "alçant i caient" en una frase i "gairebé monòtona" la següent. Al pont, descriu un dels seus malsons, en què la seua nora de l'assassina per heretar els seus diners. En el cor final, la veu de Swift es caracteritza per veure's "cansada […] arrossegant, sospirada", acabant amb una veu sibilant abans de tornar al cor animat. La lletra també conté una referència a la sitcom 30 Rock a la lletra "Sometimes I feel like everybody is a sexy baby, and I'm a monster on the hill", que s'ha interpretat com una resposta al fetitxisme de les característiques físiques de dones joves i "jovenesa femenina".

## Publicació
El 16 d'octubre, Swift va publicar un breu vídeo a les seues xarxes socials que mostrava un itinerari dels esdeveniments programats per al llançament de l'àlbum, titulat Midnights Manifest. Especificava un llançament del vídeo musical per a "Anti-Hero" el mateix dia de l'àlbum. Es van mostrar fragments del vídeo en un tràiler de les imatges de l'àlbum durant l'emissió d'Amazon Prime Video de Thursday Night Football el 20 d'octubre. A més de Swift, el repartiment del vídeo musical de la cançó —Mike Birbiglia, John Early i Mary Elizabeth Ellis— també va aparéixer al tràiler. La programació també esmentava un "#TSAntiHeroChallenge", un repte a Internet llançat el 21 d'octubre, just després de l'estrena del vídeo musical, en col·laboració amb YouTube Shorts exclusivament a la plataforma.
Universal Music Group va enviar "Anti-Hero" a les emissores de ràdio italianes el 21 d'octubre de 2022. La cançó també es va publicar per a descàrrega digital al lloc web de Swift el mateix dia.
"Anti-Hero" va rebre l'aclamació universal dels crítics musicals. Olivia Horn de Pitchfork va dir que la cançó s'enfronta als defectes i la fal·libilitat de Swift, i la va descriure com una barreja de "el synth-pop lacat de 1989, l'anàlisi d'imatges neuròtiques de Reputation, el dens lirisme de Folklore i Evermore". Brittany Spanos de Rolling Stone va batejar "Anti-Hero" com una cançó destacada de l'àlbum, "a escala de Blank Space", i va elogiar el pont "deliciosament diabòlic". El periodista musical Rob Sheffield va dir que la cançó és "com la segona temporada de 'The Man' plena de línies assassines". Lauren Jackson de The New Yorker va apreciar la producció animada de la cançó, el cor "irreverent", l'esquema de rimes i la cadència vocal de Swift.
Lindsay Zoladz, de The New York Times, la va qualificar de cançó "infecciosa i juganera que s'autoflagel·la" i va elogiar el seu comentari sobre el fetitxisme de les dones joves. Chris Willman, de Variety, va elogiar la lletra confessional de la cançó, l'estat d'ànim peculiar i el ganxo "cuc auditiu". També va escriure que Swift sona "sense alé, com si hagués hagut de córrer per la porta per fer una admissió aleatòria" a la tornada de la cançó, anomenant-la "una mestra de la dramatúrgia tragicòmica com a cantant i també com a compositora". El crític de The Guardian, Alexis Petridis, va afirmar que "Anti-Hero" ofereix "una lletania d'autoodi en hores petites", però va sentir "una confiança atractiva" en l'enfocament de Swift, que "ja no sent que ha de competir en els mateixos termes que els seus companys".
El periodista de Billboard Jason Lipshutz la va classificar com la millor cançó de Midnights. Va elogiar el seu "autoexamen meravellosament mordaç", els "corts mestres sardònics" i la producció "elegant i brillant" d'Antonoff. Helen Brown de The Independent va anomenar "Anti-Hero" una cançó excel·lent, "que líricament envia zinger rere zinger bullint a través de la distorsió". Brown va elogiar les "imatgeries fantàstiques i surrealistes" utilitzades per retratar le "poc maneig" de l'estrellat de Swift. La crítica d'Observer Kitty Empire va escollir "Anti-Hero" com una de les cançons més "fascinants" de l'àlbum, a causa de la seua "autoflagel·lació més fosca". Carl Wilson de Slate va destacar la lletra, elogiant "la imatge d'una superestrella de gira com un monstre sense relació" i la "vinyeta" inspirada en Evermore al pont sobre els seus futurs fills. Wilson també va admirar els tons vocals "expandits" de Swift, com una "elevació europea de fantasia que recorda a Kate Bush" i "un arrossegament molt ianqui".
El vídeo musical d'"Anti-Hero", escrit i dirigit per Swift, es va estrenar a través del seu canal Vevo a YouTube a les 08:00 EDT el 21 d'octubre, vuit hores després del llançament de la cançó i l'àlbum.

## Resposta comercial
Amb el llançament de Midnights, "Anti-Hero", un èxit immediat, va guanyar més de 17,4 milions de reproduccions a tot el món en les seues primeres 24 hores a Spotify, convertint-se en el major primer dia d'una cançó de la història de la plataforma. El senzill va debutar al número u del Billboard Global 200 i Global Excl. US Charts.
Als Estats Units, "Anti-Hero" va debutar al número u del Billboard Hot 100 com la novena cançó número u de Swift al país, amb 59,7 milions de reproduccions, 13.500 descàrregues digitals venudes i una audiència de 32 milions de reproduccions. Swift es va convertir en el primer artista a ocupar simultàniament els 10 primers llocs de la llista Billboard Hot 100; el primer artista a debutar al Hot 100 amb cançons en solitari cinc vegades; l'artista femenina amb més inscripcions al top 10 (40), superant a Madonna (38); el primer artista a debutar al número u del Billboard 200 i Hot 100 simultàniament fins a quatre vegades; i el primer artista en ocupar simultàniament el top ten de les llistes Hot 100, Streaming Songs i Digital Songs. "Anti-Hero" també va debutar al número 13 de la llista de cançons de ràdio, una millor marca personal per a Swift.
A Austràlia, "Anti-Hero" va ocupar el primer lloc de les llistes d'ARIA Singles i Airplay. Va marcar la novena cançó número u de Swift a Austràlia. Segons Universal Music Australia, "Anti-Hero" és la primera cançó que s'ha estrenat al capdamunt de la llista de reproducció. També va debutar al número u de la llista de singles de Nova Zelanda.
"Anti-Hero" va marcar el segon senzill número u de Swift al Regne Unit després de "Look What You Made Me Do" (2017). Swift es va convertir en la primera dona des de Miley Cyrus el 2013 (Bangerz i "Wrecking Ball") a debutar simultàniament al primer lloc de les llistes d'àlbums i senzills, després del debut número u de Midnights també. La cançó va debutar al capdamunt de la llista de singles irlandesos, marcant el seu tercer primer lloc a Irlanda. Va fer un Chart Double amb el debut de Midnights al capdavant de la llista d'àlbums irlandesos.
A Alemanya, "Anti-Hero" va anotar a Swift la seua primera cançó entre el top 10 a la llista de les 100 millors cançons des de "Look What You Made Me Do", debutant al número vuit. La cançó va batre els rècords històrics de més reproduccions d'una cançó d'un artista internacional en una setmana i un dia a Spotify Brasil i el Canadà. Va rebre una certificació d'or de Music Canada en els seus primers cinc dies.